# Aotus vociferans
Aotus vociferans é uma espécie de macaco-da-noite, um Macaco do Novo Mundo da família Aotidae.Ocorre no Brasil, Equador, Colômbia e Peru.